# Sint-Johanneskerk (Wietmarschen)
De Sint-Johannes de Apostelkerk is de rooms-katholieke kerk van Wietmarschen in het Landkreis Grafschaft Bentheim in Nedersaksen.

## Geschiedenis

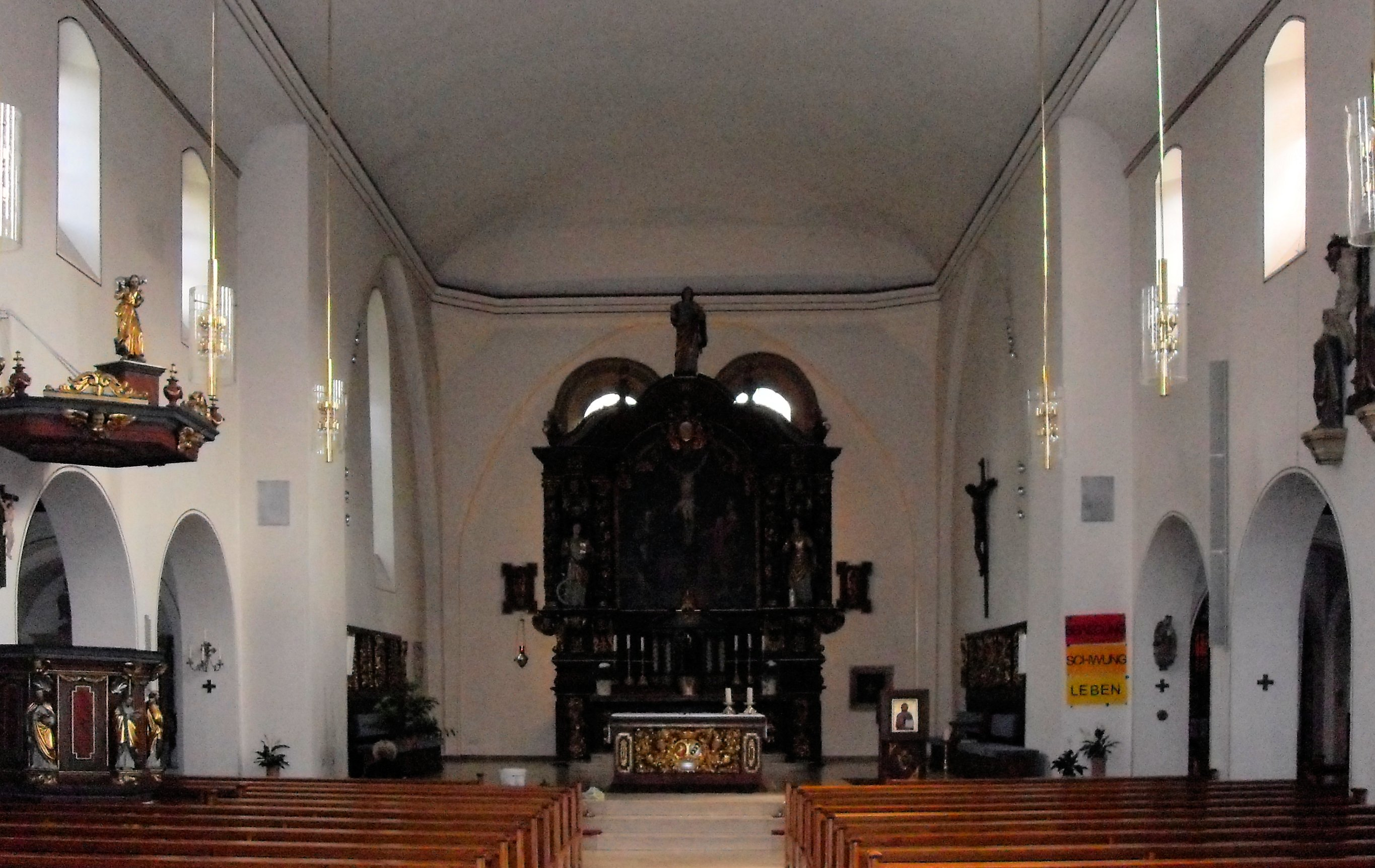
Interieur

Nadat de ridder Hugo van Büren besloot zijn rusteloze leven te veranderen, stichtte hij in het jaar 1152 het klooster Sünte Marienrode. Hij vroeg gravin Gertrud van Bentheim om een plek voor het klooster, waar hij zijn leven als vrome monnik kon voortzetten. Eerst woonden er monniken, maar nadat in 1259 de monniken naar Utrecht verhuisden, werd het bewoond door benedictijner nonnen. Later ontstond uit het klooster een stift, waar dames van adel leefden. Het klooster werd tijdens de secularisatie in 1808 opgeheven. Enkele van de gebouwen werden tot woningen, een bibliotheek en een café omgebouwd. De huidige katholieke kerk staat op de plaats van de vroegere kloosterkapel.
De eerste stenen kerk in romaanse stijl stamt uit de 2e helft van de 13e eeuw. De kerk werd omstreeks 1500 in gotische stijl vergroot en in 1630 verlengd. Op circa 15 meter afstand van de kerk stond een klokkentoren. In 1927 vond nogmaals een aanzienlijke vergroting van de kerk plaats.

## Beschrijving
De huidige bedevaartskerk Sint-Johannes de Apostel is een 44 meter lange en 19 meter brede neoromaanse basiliek met een barok hoogaltaar. De bakstenen aanbouw van 1927-1928 wordt in het westen afgesloten door een massieve toren.
Het hoogaltaar wordt toegeschreven aan de uit Münster afkomstige Georg Dollart, het altaarschilderij aan Michael Wilhelm Meyer uit Haselünne, die het rond 1685 schilderde. Voorgesteld wordt de kruisiging van Jezus met Maria en Johannes naast het kruis.

#### Orgel
Het kerkgebouw bezit een orgel van de firma Breil uit het jaar 1989.

## Bedevaart
Het uiteindelijke doel van de bedevaart betreft een Mariabeeld uit 1220: de wonderbare Moeder Gods. Het ontstaan van de bedevaart is onbekend, maar het bewijs van de verering van het genadebeeld gaat terug tot de 17e eeuw. De Moeder Gods van Wietmarschen was en is het doel van pelgrims uit het Eemsland en het graafschap Bentheim, maar ook uit het naburige Nederland.
Het beeld betreft een gekroonde Maria met in haar rechterhand een scepter en op haar linkerarm het kind Jezus met de wereldbol in Zijn hand. Het beeld werd op 28 augustus 1921 door bisschop Hermann Wilhelm Berning van Osnabrück gekroond en in een plechtige processie rondgedragen. Sindsdien beleefde de bedevaart naar Wietmarschen een sterke opleving. Het beeld kreeg in 2014 een plaats in de nieuwe kapel in het achterste deel van het hoofdschip van de bedevaartskerk.